# Kingdom (mangá)
Kingdom (キングダム, Kingudamu) é uma série de mangá japonesa escrita e ilustrada por Yasuhisa Hara (原泰久, Hara Yasuhisa). O mangá fornece uma narrativa fictícia do Período dos Estados Combatentes, majoritariamente através das experiências de um orfão de guerra chamado Shin e de seus combatentes, a partir do momento que ele entra em combate, até se tornar o grande general sob os céus, ajudando a unificar a China pela primeira vez na história. A série foi adaptada em uma animação de trinta e oito episódios pelo estúdio Pierrot que transmitiu a série de 04 de Junho de 2012 até 25 de Fevereiro de 2013. Uma segunda temporada foi anunciada e foi ao ar de 08 de Junho de 2013 até 1º de Março de 2014.

## Enredo
Nascidos durante o Período dos Estados Combatentes na China antiga, Shin e Hyou eram orfãos de guerra no reino de Qin que sonhavam em se tornar um "Grande General dos Céus" a fim de ascender de suas miseráveis condições de vida. Um dia, no entanto, Hyou é levado para o palácio real por um ministro no intuito de ser utilizado para um propósito até então desconhecido, deixando Shin sozinho como um servo doméstico numa vila de camponeses. Alguns meses depois, Hyou retorna para a vila à beira da morte, suplicando à Shin para que viaje imediatamente para outra vila. Lá ele encontra um garoto de aparência idêntica a de Hyou, cujo nome é Ei Sei, o atual rei de Qin. Shin aprende que Hyou serviu como sósia para Ei Sei, e que ele foi mortalmente ferido em uma rebelião contra o rei. Embora Shin estivesse furioso com Ei Sei por causa da morte de Hyou, Shin decide aproveitar a oportunidade e ajuda Ei Sei a reivindicar o trono contra seu irmão Sei Kyou, que ascendeu ao trono durante a rebelião. Após obter sucesso em sua missão, Shin oficialmente inicia sua jornada como um soldado raso, almejando o posto de comandante das forças de Qin no campo de batalha, com o objetivo de se tornar o maior general de todo o mundo, e de ajudar o rei Ei Sei de Qin a alcançar seu sonho de unificação total da China, pondo um fim nas incessantes batalhas de uma vez por todas.

## Personagens

#### Li Xin(李信,Ri Shin)
Shin é um garoto orfão que cresceu como um servo junto com o seu melhor amigo Hyou. O comportamento de Shin é predominantemente impulsivo, mas desconsiderando isto, ele instiga coragem para seus companheiros. Após a morte de Hyou logo no primeiro episódio, Shin decide ajudar o rei de Qin, Ei Sei, a escapar de seus inimigos juntamente com Ka Ryou Ten. Posteriormente, Shin se alista no exército do estado de Qin, e sobre o comando do general Ou Ki, é apontado como o líder do esquadrão Hi Shin, a unidade especial de 100 homens recentemente formada. Apontando Kyou Kai e En como seus tenentes, a unidade Hi Shin parte junto com o general Ou Ki em defesa do exército do Estado de Zhao. Durante o conflito com o Estado de Wei, Shin proclama para o comandante supremo do exército de Wei que ele irá unificar toda a China, dizendo que seu caminho e o caminho do rei Ei Sei se tornaram interligados. Shin acaba beijando Ka Ryou Ten, embora sem querer. No entanto, é sugerido que ele possa ter sentimentos por Kyou Kai.

#### Ying Zheng(嬴政,Ei Sei)
Ei Sei é o trigésimo primeiro rei do Estado de Qin. O melhor amigo de Shin, Hyou, é idêntico a ele, e por isso se torna seu sósia em sua fuga da rebelião. Ele anuncia que irá unificar toda a China, mas primeiro precisa lidar com os inimigos que residem nas fronteiras do Estado de Qin (entre eles Zhao, Wei e Chu) e com os problemas internos do país, assim como as rivalidades políticas com o chanceler Ryo Fui e o Harém Real. Embora seja o rei de Qin, Ei sei tem seu poder limitado devido aos problemas políticos com seus ministros que planejam tomar o seu trono. Seu objetivo é compartilhado por Shin, após este declarar que ele será a espada de Ei Sei na unificação da China. Ele tem uma criança com uma serva do Harém chamada Kou, cujo nome é Rei.

#### Piao(漂,Hyō)
Melhor amigo de infância e companheiro de Shin, orfão de guerra que almeja se tornar um general renomado conhecido por toda a China. É oferecido a ele uma posição no palácio de Qin como sósia do rei Ei Sei, no qual ele aceita, e acaba sendo morto pelas mãos de um assassino contratado da facção Cheng Jiao. Hyou é um personagem fictício criado pelo autor, que não existiu na história da China.

#### Heliao Diao(河了貂,Karyō Ten)
Ka Ryou Ten é a última descendente de uma tribo da montanha que junta forças com Shin e ajuda o rei Ei Sei a escapar dos soldados que o perseguiam. Após testemunhar Ou Ki e Shin na guerra contra o exército de Zhao, ela (mantendo sua identidade em segredo e se dizendo ser um garoto, pois ainda era uma criança), é obrigada a dividir uma casa de péssima aparência com Shin após a rebelião de Sei Kyou. Logo após seu retorno, ela diz ao Shin que irá se juntar ao exército do Estado de Qin, que reage com gargalhadas. No entanto, Ka Ryou Ten se torna uma aprendiz de estratégias de guerra, e por fim se torna a estrategista da unidade Hi Shin. Seu primeiro beijo foi com Shin, embora acidentalmente, e ele acaba apalpando ela diversas vezes, mas também por acidente. É sugerido que Ka Ryou Ten tem algum sentimento por Shin. No entanto, seu relacionamento com ela é visto como o de um irmão mais velho.

#### Lorde Changwen(昌文君,Shōbun-kun)
Um guerreiro reformado e habilidoso que trilha seu caminho até o posto de "Chanceler da Esquerda", um conselheiro experiente do rei. Ele é visto como sendo extremamente leal para a facção de Ei Sei, o ajudando a recuperar o trono de seu irmão, e mais atualmente, contra o embate político de Ryo Fui.

#### Bi(壁,Heki)
Subordinado leal à Shou Bun Kun. No início da série, Heki era um comandante de 1000 homens, e após várias campanhas militares ao lado de Shin, consegue subir até o posto de General. Heki está atualmente visando obter maiores conquistas de maneira a ganhar maior influência para a facção de Ei Sei.

#### Qiang Lei(羌瘣,Kyō Kai)
Kyou Kai é uma herdeira do clã Chō Yū, um grupo de assassinos com tradições violentas. Após a morte de sua irmã, Kyou Shou, em um ato traiçoeiro, Kyou Kai jura vingança contra a mulher que matou sua irmã. Ela se junta ao esquadrão Hi Shin (disfarçada de um garoto, assim como Ka Ryou Ten) após sua formação e se torna uma vice comandante, apesar do fato de ser mais forte e inteligente que Shin (como mostrado pelo seu poder e por criar várias estratégias para o esquadrão Hi Shin). Ela acaba por revelar a sua verdadeira identidade à Shin e eles se tornam cada vez mais amigos até que Kyou Kai finalmente aceita seu lugar na unidade Hi Shin. Ela parece sentir algo pelo Shin, como é mostrado em diversas ocasiões. Em uma delas Kyou Kai acaba confessando que deseja ter um filho com ele (embora ela não soubesse nada sobre como ter um filho no momento).

## Mídia

### Mangá
A série de mangá Kingdom é escrita e ilustrada por Yasuhisa Hara e foi originada de duas leituras que o autor fez sobre Li Mu e Meng Wu. Em Janeiro de 2006, o mangá foi lançado em uma edição da revista Weekly Young Jump. O primeiro tankōbon foi lançado pela editora Shueisha em 19 de Maio de 2006 e os capítulos ainda são serializados semanalmente na revista Weekly Young Jump. Em 17 de Julho de 2025, 834 capítulos haviam sido lançados e atualmente Kingdom está no septuagésimo sexto volume.

### Filme
Em 17 de Abril de 2016 "The Kingdom Live Action Special Movie", oficialmente: キングダム連載10周年実写特別動画（主演：山﨑賢人）KINGDOM SPECIAL MOVIE, foi lançado pela editora Weekly Young Jump que é a responsável por publicar o mangá semanalmente. É um curta-metragem promocional para o décimo aniversário de lançamento de Kingdom e foi filmado por Hengdian World Studios (em inglês) na China.

### Video Games
Um jogo no estilo beat 'em up para a plataforma PlayStation Portable foi lançada em 02 de Novembro de 2010, intitulada Kingdom Ikki Tousen No Tsurugi. O jogo foi lançado apenas no Japão.
Um Jogo para celular gratuito chamado Kingdom: Seven Flags foi lançado no Japão.

## Contexto histórico
A história de Kingdom é uma adaptação fictícia de um período da história chinesa conhecida como o Período dos Estados Combatentes, que terminou em 221 a.C. quando Qin Shihuang, rei de Qin, obteve êxito em conquistar os outros estado e unificar a China.
Vários dos personagens são baseados em figuras históricas. Muitas vezes os personagens tem o nome creditado por estas pessoas da história, e em outras situações, os personagens terão nomes completamente diferentes do original. Frequentemente, isto é o resultado do Kanji japonês que pegou "emprestado" caracteres chineses, fazendo com que alguns nomes chineses não sejam equivalentes quando escritos no Kanji. Por exemplo Ou Ki (王騎) é uma ligeira variação de Wang Yi, 王齮, porque o último caractere deste nome, 齮, não existe no Kanji.

## Recepção
Kingdom foi o grande vencedor do Prêmio Cultural Osamu Tezuka  em 2013 com um dos juízes comentando, "Eu não consigo lembrar da última vez que eu li aproximadamente 30 volumes (de um título de mangá) em sequência e me senti tão animado." 
O mangá também obteve um recorde registrado pelo Guinness World Records em 12 de Dezembro de 2012 por ser o mangá escrito pelo maior número de pessoas. O recorde foi devido a campanha Social Kingdom em que os fãs e outros artistas foram incubados da tarefa de redesenhar todo o vigésimo sexto volume. Os participantes incluiam os criadores dos mangás Eiichiro Oda (One Piece), Masashi Kishimoto (Naruto), Hirohiko Araki (JoJo's Bizarre Adventure), assim como os dubladores e fãs.
A série já vendeu mais de 30 milhões de cópias até Abril de 2017.
O autor de Kingdom também planeja estender a história para mais de mil capítulos.